# Tullbergia
Tullbergia – rodzaj skoczogonków z rzędu Poduromorpha i rodziny Tullbergiidae. 
Rodzaj wprowadzony został w 1876 roku przez Johna Lubbocka i nazwany na cześć Alberta Tullberga. Gatunkiem typowym wyznaczono T. antarctica.
Skoczogonki te mają białe, pozbawione pigmentacji ciała. Większość gatunków nie przekracza 1,5 mm długości, ale T. antarctica osiąga 3–4 mm. Trzeci człon ich czułków ma organ złożony z pięciu elementów, w tym dwóch lub trzech buławek zmysłowych, z których para zakrzywiona jest ku sobie. Ponadto organ ten ochrania wyraźnie widoczna zmarszczka oskórka. Czwarty człon czułków charakteryzuje brak dużej papilli wierzchołkowej. Liczba pręcikowatych pęcherzyków narządu pozaczułkowego wynosi 40–50, rzadko więcej. Owe pęcherzyki tworzą w obrębie narządu dwa rzędy. Stopogolenie zwykle pozbawione są buławkowatych szczecinek. Jeśli takowe na nich występują to są nieliczne i słabo rozwinięte.
Należą tu gatunki:

- Tullbergia africana Martynova, 1979
- Tullbergia alcirae Palacios-Vargas et Salazar-Martínez, 2014
- Tullbergia anops Christiansen et Bellinger, 1980
- Tullbergia antarctica Lubbock, 1876
- Tullbergia arctica Wahlgren, 1900
- Tullbergia australica Womersley, 1933
- Tullbergia bella Fjellberg, 1988
- Tullbergia bisetosa Börner, 1903
- Tullbergia collis Bacon, 1914
- Tullbergia crozetensis Deharveng, 1981
- Tullbergia duops Christiansen et Bellinger, 1980
- Tullbergia gambiensis Womersley, 1935
- Tullbergia ghilarovi (Khanislamova, 1987)
- Tullbergia harti (Rusek, 1991)
- Tullbergia huetheri da Gama, 1968
- Tullbergia inconspicua Izarra, 1965
- Tullbergia insularis Wahlgren, 1906
- Tullbergia kilimanjarica (Delamare Deboutteville, 1953)
- Tullbergia latens Christiansen, et Bellinger, 1980
- Tullbergia mala Christiansen et Bellinger, 1980
- Tullbergia massoudi Hermosilla & Rubio, 1976
- Tullbergia maxima Deharveng, 1981
- Tullbergia mediantarctica Wise, 1967
- Tullbergia meridionalis Cassagnau & Rapoport, 1962
- Tullbergia mexicana Handschin, 1928
- Tullbergia minensis Arlé, 1960
- Tullbergia mixta Wahlgren, 1906
- Tullbergia nearctica Bernard, 2016[3]
- Tullbergia nulla Christiansen et Bellinger, 1980
- Tullbergia obtusochaeta (Rusek, 1976)
- Tullbergia ouatilou Najt et Weiner, 1997
- Tullbergia paranensis Izarra, 1969
- Tullbergia pomorskii (Smolis, 2010)
- Tullbergia quadrisetosa (Willem, 1902)
- Tullbergia rapoporti Arbea, 2016
- Tullbergia schaefferi Salmon, 1974
- Tullbergia templei Wise, 1970
- Tullbergia tolanara Thibaud, 2008
- Tullbergia trisetosa Schäffer, 1897
- Tullbergia vancouverica (Rusek, 1976)
- Tullbergia ventanensis Rapoport, 1963
- Tullbergia womersleyi (Bagnall, 1947)